# Якоб Понтуссон Делагарді
Якоб Понтуссон Делагарді (швед. Jakob de la Gardie; 20 червня 1583, Ревель — 22 серпня 1652, Стокгольм) — шведський військовий і державний діяч з роду Делагарді, граф, активний учасник подій Смутного часу. У 1608 році удостоєний звання генерал-лейтенанта, у 1620 — фельдмаршала. Батько Магнуса Габріеля Делагарді, ріксканцлера Швеції.

## Біографія
Народився в родині Понтуса Делагарді (1520—1585), шведського полководця і дипломата французького походження (Де ла Ґарді).
У лютому 1609 року очолив 15-тисячний експедиційний корпус, відправлений шведським королем Карлом IX під час Смутного часу в Московському царстві на допомогу Василю Шуйському.
25 квітня 1609 біля с. Кам'янка неподалік Старої Руси на чолі 5-тисячного загону шведського експедиційного корпусу розбив 4-тисячний загін поляків і козаків Яна Керножицького.
11 та 13 липня 1609 року в битві біля Твері на чолі об'єднаного 25-тисячного війська (разом з військом Михайла Скопина-Шуйського) розбив 10-тисячний загін прибічника Лжедмитрія II Олександра Зборовського. У січні 1610 року деблокував Троїце-Сергієвий монастир. У березні 1610 року увійшов у Москву.
4 липня 1610 року експедиційний корпус Делагарді, московське військо, німецькі та французькі найманці (всього до 35 тис. чоловік) були розбиті важкою річпосполитською кавалерією Станіслава Жолкевського (приблизно 6,8 тис. чоловік) у битві під Клушином, після чого Делагарді приєднався до коронної армії. Того ж року вже в складі коронного війська обложив Тихвинський монастир, здобув його на початку 1611 року й утримував до 1613 року.
26 липня 1611 року військо Якоба Делагарді увійшло до Новгорода й новгородські бояри підписали угоду про підтримку кандидатури сина шведського короля на московський престол та виходу Новгородських земель з підпорядкування Москві.
У 1617 році брав участь в укладанні Столбовського мирного договору.
З 1619 року — шведський намісник у Ревелі, з 1622 року — генерал-губернатор Лівонії. У 1632—1644 роках — член регентської ради при королеві Христині. Отримав від короля в ленне володіння область навколо замку Ляско, який ґрунтовно перебудував.
На його честь названо місто Якобстад (Фінляндія).